# سكري النوع الأول
سكري النمط الأول (بالإنجليزية: Diabetes mellitus type 1)‏، ويعرف أيضًا باسم السكّري المعتمد على الإنسولين، هو نمط من أنماط السكري ناتج عن تدمير مناعي ذاتي لخلايا بيتا المنتجة للإنسولين في البنكرياس. نقص الإنسولين الناتج عن ذلك يؤدي إلى ارتفاع مستويات السكر في الدم والبول. الأعراض المركزية هي بوال (كثرة التبوّل)، وعُطاش (زيادة العطش)، ونُهام (زيادة الجوع)، وخسارة الوزن.
لا يزال حتى يومنا هذا سبب سكري النمط الأول غير معروف. يمكن التمييز بين سكري النمط الأول وسكري النمط الثاني بواسطة فحص الضدّات الذاتية. كذلك يمكن استعمال مقايسة ببتيد سي الذي يقيس إنتاج الإنسولين داخلي المنشأ.
نقص الرعاية قد يكون مميت وإعطاء الإنسولين ضروري للبقاء. علاج الإنسولين يجب أن يستمر طوال الوقت وعادة لا يتضارب مع النشاطات اليومية عند الوعي والرعاية السليمة وكذلك الانتظام في أخذ الجرعات وقياس مستوى سكر الدم، وعادة يكون الأشخاص مؤهلين لإدارة السكري بشكل مستقل; ومع ذلك في بعض الأحيان قد يشكل ذلك تحدٍّ.
سكري النمط الأول يتميز بخسارة الخلايا بيتا المنتجة للأنسولين في خلايا لانغرهانس بالبنكرياس مما يؤدي إلى نقص الأنسولين. والسبب الرئيسي لهذه الخسارة هو مناعة ذاتية تتميز بهجوم خلايا التاء المناعية على خلايا بيتا المنتجة للأنسولين. ولا توجد وسيلة للوقاية من الإصابة بالنمط الأول من السكري الذي يمثل 10% من حالات مرضى السكري في أمريكا الشمالية وأوروبا (مع اختلاف التوزيع الجغرافي) ومعظم المصابون بالمرض كانوا أما بصحة جيدة أو ذي أوزان مثالية عندما بدأت أعراض المرض بالظهور. وتكون استجابتهم لمفعول الأنسولين عادية (لا توجد مقاومة) خصوصاً في المراحل الأولى. يمكن للنمط الأول أن يصيب الأطفال أو البالغين ولكنه معروف تقليدياً بسكري الأطفال لأن معظم المصابون به من الأطفال.

## الأعراض والعلامات
يبدأ مرض السكري من النوع الأول بشكل مفاجئ، عادةً في مرحلة الطفولة أو المراهقة. العلامة الرئيسية له هي ارتفاع قيم السكر في الدم، والذي يتظاهر عادةً عند الأطفال من خلال البوال (تعدد البيلات)، العطاش وفقدان الوزن. في بعض الأحيان، يمكن أن يعاني الأطفال أيضًا من النهام، تغيم الرؤية، سلس البول الليلي، التهابات الجلد المتكررة، الإصابة بداء المبيضات في العجان، التهيجية وصعوبات في الأداء المدرسي. تميل الإصابة بمرض السكري من النوع الأول عند البالغين إلى التظاهر من خلال أعراض أكثر تنوعًا على مدى أشهر بدلًا من أيام أو أسابيع.
يمكن أن يؤدي نقص الأنسولين لفترات طويلة أيضًا إلى الإصابة بالحماض الكيتوني السكري، والذي يتظاهر من خلال الإعياء المستمر، جفاف الجلد أو احمراره، ألم البطن، الغثيان أو الإقياء، التشوش الذهني، صعوبة في التنفس ورائحة الفم التي تشبه رائحة الفواكه. تكشف تحاليل الدم والبول عن ارتفاع غير عادي في قيم الجلوكوز والكيتونات. يمكن أن يتصعد الحماض الكيتوني غير المعالج بشكل سريع إلى فقدان الوعي والغيبوبة والموت. تختلف النسبة المئوية للأطفال الذين يبدأ مرض السكري من النوع الأول عندهم بنوبة من الحماض الكيتوني السكري بشكل كبير استنادًا إلى المنطقة الجغرافية، إذ تصل إلى 15% في أجزاء من أوروبا وأمريكا الشمالية، وتصل إلى 80% في دول العالم النامي.

## المسببات
ينتج داء السكري من النوع الأول عن تدمير خلايا بيتا، وهي الخلايا الوحيدة في الجسم التي تنتج الأنسولين، وما يترتب على ذلك من نقص تدريجي في الأنسولين. بدون الأنسولين، يصبح الجسم غير قادر على الاستجابة بفعالية لزيادة قيم السكر في الدم ويعاني مرضى السكري من الارتفاع المستمر لقيم سكر الدم. في 70-90% من الحالات، تُدمر خلايا بيتا بشكل مناعي ذاتي، والأسباب وراء ذلك غير واضحة تمامًا. أفضل المكونات المدروسة لهذه الاستجابة المناعية الذاتية هي الأجسام المضادة التي تستهدف خلايا بيتا وتبدأ في التطور في الأشهر أو السنوات التي تسبق ظهور الأعراض. عادةً ما يتطور عند المرضى أجسام مضادة تهاجم الأنسولين أو أنزيم الغلوتاميك أسيد دي كاربوكسيلاز، يتبع ذلك في نهاية المطاف تشكل أجسام مضادة تهاجم البروتينات IA-2 و IA-2β و/أو ZNT8. الأشخاص الحاملين لعدد أكبر من هذه الأجسام المضادة، والتي تتطور في وقت مبكر من حياتهم، يكونون أكثر عرضة للإصابة بمرض السكري من النوع الأول المصحوب بأعراض. لا يزال الدافع وراء تطوير هذه الأجسام المضادة غير واضح. طُرح العديد من النظريات لتفسير هذه الظاهرة، وقد يشمل السبب القابلية الوراثية، محرض محدث للسكري و/أو التعرض لمولد الضد. 10-30% من مرضى سكري النوع الأول المتبقين يحصل عندهم تدمير لخلايا بيتا دون وجود علامات على إصابة مناعية ذاتية، وهذا ما يسمى مرض السكري من النوع الأول مجهول السبب ولا تزال الأسباب الكامنة وراءه لحد الآن غير واضحة.

### المسببات البيئية
دُرست المخاطر البيئية المختلفة في محاولة لفهم المسببات وراء التحريض المناعي الذاتي ضد خلايا بيتا. ترتبط العديد من جوانب البيئة وتاريخ الحياة بزيادات طفيفة في خطر الإصابة بمرض السكري من النوع الأول، ولكن غالبًا ما تظل العلاقة بين كل عامل خطورة ومرض السكري غير واضحة. يرتفع خطر الإصابة بشكل طفيف عند الأطفال الذين تعاني أمهاتهم من السمنة أو الإنجاب بعد سن ال35 أو عند الأطفال الذين وُلدوا بعملية قيصرية. وبالمثل، ترتبط زيادة وزن الطفل في السنة الأولى من العمر وزيادة الوزن الإجمالي وارتفاع مؤشر كتلة الجسم بزيادة طفيفة في خطر الإصابة بالسكري من النوع الأول. ارتبطت بعض العادات الغذائية أيضًا بمخاطر الإصابة بالسكري من النوع الأول، وبالتحديد استهلاك حليب البقر واستهلاك السكر في النظام الغذائي. وجدت الدراسات التي أجريت على الحيوانات وبعض الدراسات البشرية الضخمة ارتباطات طفيفة بين خطر الإصابة بالسكري من النوع الأول وتناول الغلوتين أو الألياف الغذائية؛ ومع ذلك، فلم تجد دراسات بشرية ضخمة أخرى مثل هذا الارتباط. جرى البحث في العديد من العوامل البيئية المحتملة ضمن دراسات بشرية واسعة ووجدت أنها لا ترتبط بمخاطر الإصابة بالسكري من النوع الأول بما في ذلك مدة الرضاعة الطبيعية، وقت إدخال حليب البقر في النظام الغذائي، استهلاك فيتامين د، قيم فيتامين د النشط في الدم وتناول الأمهات أحماض أوميغا 3 الدهنية. 
هناك فرضية قديمة حيال المحرضات البيئية والتي تنص أن الإصابة ببعض أنواع العدوى الفيروسية في وقت مبكر من الحياة تساهم في تطور مرض السكري من النوع الأول. ركز جزء كبير من هذا العمل على الفيروسات المعوية، إذ وجدت بعض الدراسات ارتباطًا طفيفًا بينها وبين مرض السكري من النوع الأول، في حين لم تجد دراسات أخرى أي شيء. لقد بحثت الدراسات البشرية الضخمة، ولكنها لم تجد لحد الآن، ارتباطًا بين مرض السكري من النوع الأول وعدوى فيروسية أخرى مختلفة، بما في ذلك إصابة الأم بعدوى خلال الحمل. على العكس من ذلك، افترض البعض أن الحد من التعرض للعوامل الممرضة في العالم المتقدم يزيد من خطر الإصابة بأدواء المناعة الذاتية، وتسمى هذه الفرضية الفرضية الصحية. لم تُظهر الدراسات المختلفة للعوامل المتعلقة بالنظافة، بما في ذلك تكدس المنازل، ارتياد الحضانة، الكثافة السكانية، تطعيمات الطفولة، الأدوية المضادة للديدان واستخدام المضادات الحيوية في مطلع الحياة أو الحمل، أي ارتباط بالإصابة بمرض السكري من النوع الأول.

## الغذاء
هناك مجموعة متزايدة من الأدلّة على أن النظام الغذائي قد يلعب دوراً في تطوّر داء السكري من النمط الأولّ من خلال التأثير على نباتات الأمعاء، نفاذية الأمعاء ووظيفة المناعة في الجهاز الهضمي. قد تبيّن أن القمح بالأخصّ لديه علاقة بتطوّر داء السكري من النمط الأول رغم أن العلاقة ما زالت غير واضحة تماما.

## العلاج
ويُعالج النمط الأول بصورة أساسية – حتى أثناء المراحل الأولى – بحقن الأنسولين مع المراقبة المستمرة لمستويات جلوكوز الدم. ويمكن أن يصاب المريض الذي لا يتعاطى الأنسولين بالحماض الكيتوني السكري الذي يؤدي إلى غيبوبة أو الوفاة. ويجب التأكيد على المريض بأن يضبط أسلوب حياته خصوصاً فيما يتعلق بالقوت وتمرينات رياضية على الرغم من أن كل ذلك لا يمكنه أن يعوض خسارة الخلايا بيتا. وبعيداً عن الاستخدام التقليدي لحقن الأنسولين تحت الجلد، يمكن توصيل الأنسولين للدم عن طريق مضخة – يمكنها تسريب الأنسولين على مدار اليوم وبمستويات معينة – كما يمكن التحكم في الجرعات (مثل إعطاء جرعة كبيرة) – حسب الحاجة – في أوقات الوجبات. كما كان يوجد أيضاً نوع من الأنسولين يمكن استنشاقه يسمى «اكسوبيرا» الذي اعتمدته (وكالة العقار الأمريكية FDA) في يناير 2006 ولكن شركة فايزر أوقفت إنتاجه في أكتوبر 2007.
ولأن اتباع العلاج يكون ثقيلاً على المرضى، فإن الأنسولين يُؤخد بطريقة غير سوية وبعيدة كل البعد عن النظام المفترض. ويجب أن يكون متوسط مستوى غلوكوز الدم بالنسبة للنوع الأول قريباً قدر الإمكان من المستوى الطبيعي الآمن (80 – 120 ملغرام / ديسيلتر أو 4 – 6 مليمول / لتر) ويرجح بعض الأطباء أن يكون مستوى غلوكوز الدم 140 – 150 مجم / ديلتر (7 – 7,5 مليمول / لتر) للمرضى الذين يعانون إذا كان مستوى غلوكوز الدم منخفضا لديهم (يحدث لهم انخفاض متكرر في مستوى غلوكوز الدم). أما المستويات الأعلى من 200 مجم / ديسيلتر (10 مليمول / لتر) يصاحبها في بعض الأحيان عدم راحة وتبول متكرر يؤدي إلى جفاف. والمستويات الأعلى من 300 مجم / ديسيلتر (15 مليمول / لتر) تتطلب عادة العلاج لأنها يمكنها أن تؤدي لالحماض الكيتوني السكري لكنها لا تهدد حياة المريض على أي حال. أما المستويات المنخفضة لغلوكوز الدم فيمكنها أن تسبب تشنجات أو فترات من فقد الوعي ومن الضروري وبشدة علاجها في الحال.

### زراعة الأعضاء
في بعض الحالات، يمكن إجراء عمليات زرع البنكرياس أو زراعة أنسجة خلايا الجزيرة المعزولة من البنكرياس لاستعادة إنتاج الأنسولين وتخفيف أعراض مرض السكري. من النادر زراعة البنكرياس الكامل، ويرجع ذلك جزئيًا إلى قلة أعضاء المتبرعين المتاحة، والحاجة إلى تلقي العلاج المثبط للمناعة مدى الحياة لمنع رفض العضو المزروع. توصي الجمعية الأمريكية لداء السكري بزراعة البنكرياس فقط عند الأشخاص الذين يحتاجون أيضًا إلى زراعة الكلى، أو الذين يعانون مع العلاج المنتظم بالأنسولين ويعانون من آثار جانبية شديدة متكررة نتيجة ضعف ضبط قيم سكر الدم. تُجرى معظم عمليات زرع البنكرياس في نفس وقت إجراء عملية زراعة الكلية، مع قطف كلا العضوين من نفس المتبرع. يستمر البنكرياس المزروع في العمل لمدة خمس سنوات على الأقل عند حوالي ثلاثة أرباع المتلقين، مما يسمح لهم بالتوقف عن تناول الأنسولين. 
أصبحت عمليات زرع خلايا الجزيرة وحدها شائعة بشكل متزايد. إذ تُعزل جزر البنكرياس من البنكرياس المتبرع، ثم تُحقن في الوريد البابي للمتلقي وتنزرع من خلاله على كبد المتلقي. كان هذا الإجراء ناجحًا عند حوالي نصف المتلقين، لدرجة الاستغناء عن تلقي العلاج المنتظم بالأنسولين لأكثر من خمس سنوات بعد الزرع تقريبًا. في حال فشل عملية الزرع، يمكن للمتلقي تلقي الحقن اللاحقة لخلايا الجزيرة من متبرعين إضافيين. 
مثلما هو الحال بالنسبة لزرع البنكرياس الكامل، فإن زراعة خلايا الجزيرة تتطلب أيضًا تلقي العلاج المثبط للمناعة مدى الحياة، وترتبط بقلة عدد المتبرعين للأعضاء وبالتالي فهي أيضًا تقتصر على الأشخاص المصابين بدرجة شديدة من داء السكري غير المضبوط، وأولئك الذين خضعوا لعملية زرع الكلى أو من المقرر أن يخضعوا لها.

## علم الأوبئة
السكري النمط الأوّل يسبب 5-10% من جميع حالات السكري أو 11-22 مليون عالمياً. في عام 2006 أصيب 440 ألف طفل تحت سن الرابعة عشر وكان السبب الرئيسي للسكري عند الأطفال تحت سن العاشرة. إن الإصابة بالسكري النمط الأوّل تتزايد سنوياً بنسبة 3%.